# カルノバト

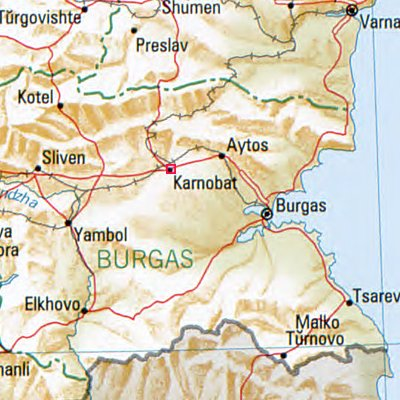
カルノバトはバルカン山脈を超えるリシュキ峠の南の入り口

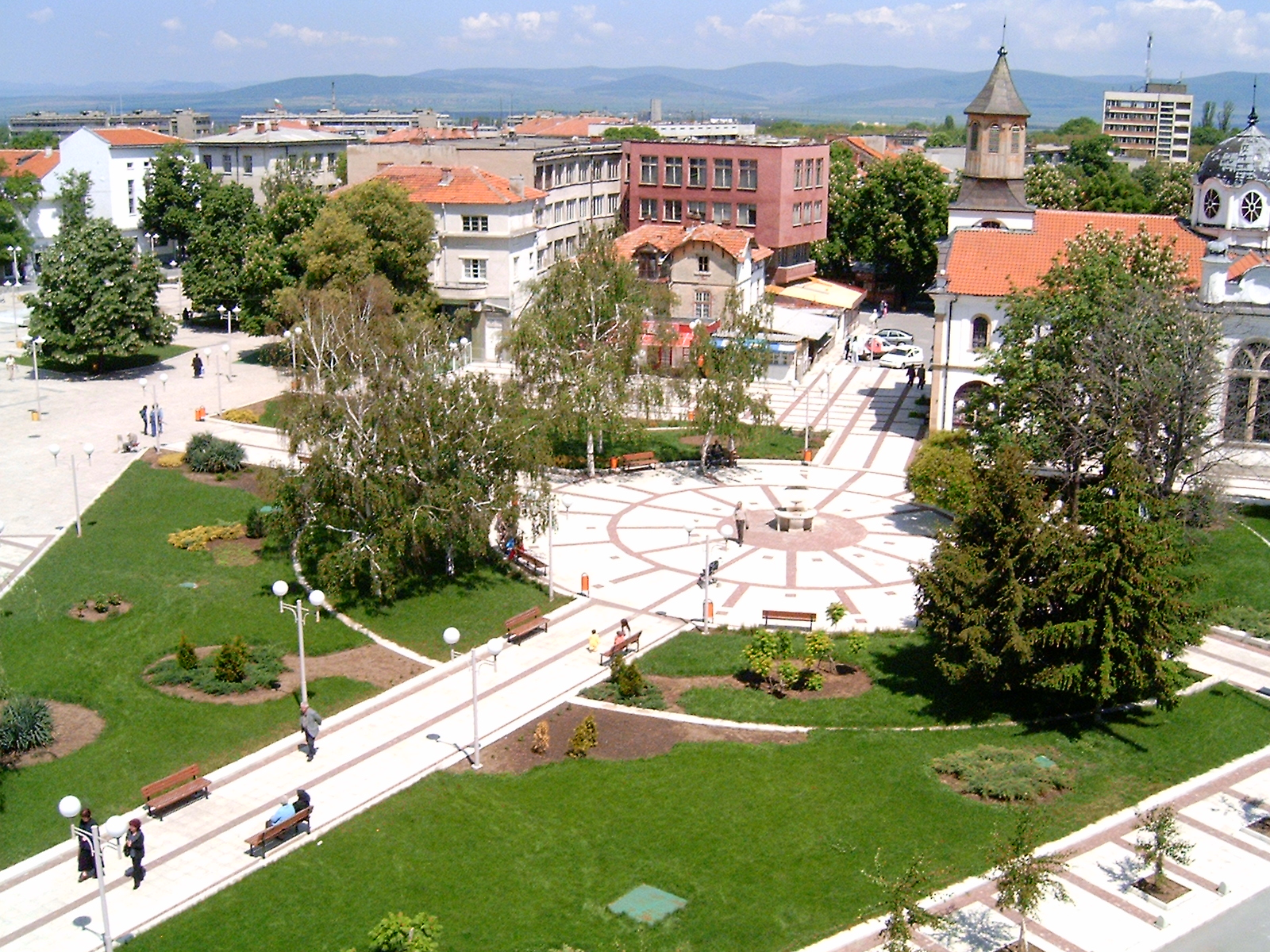
カルノバト

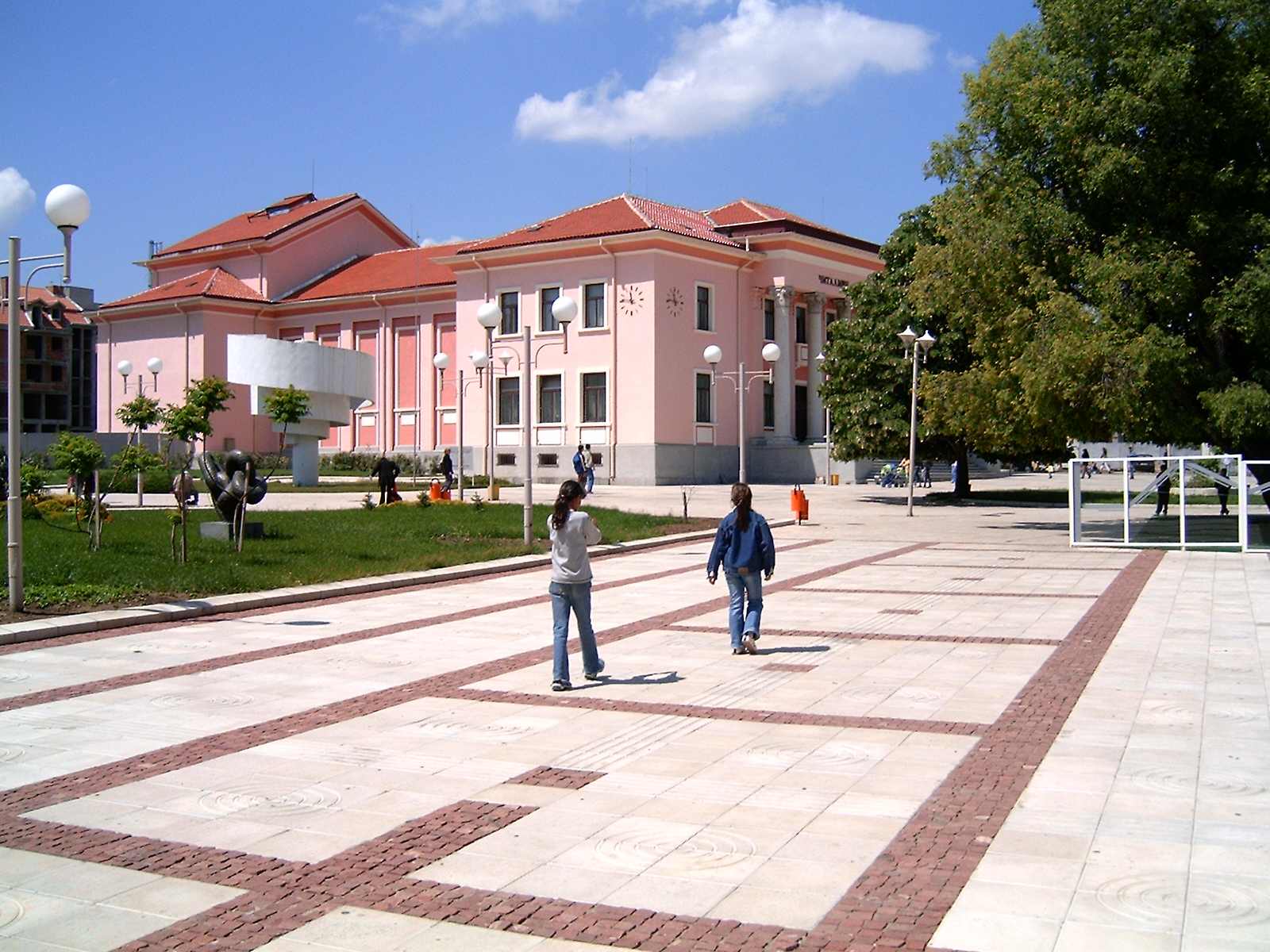
カルノバト

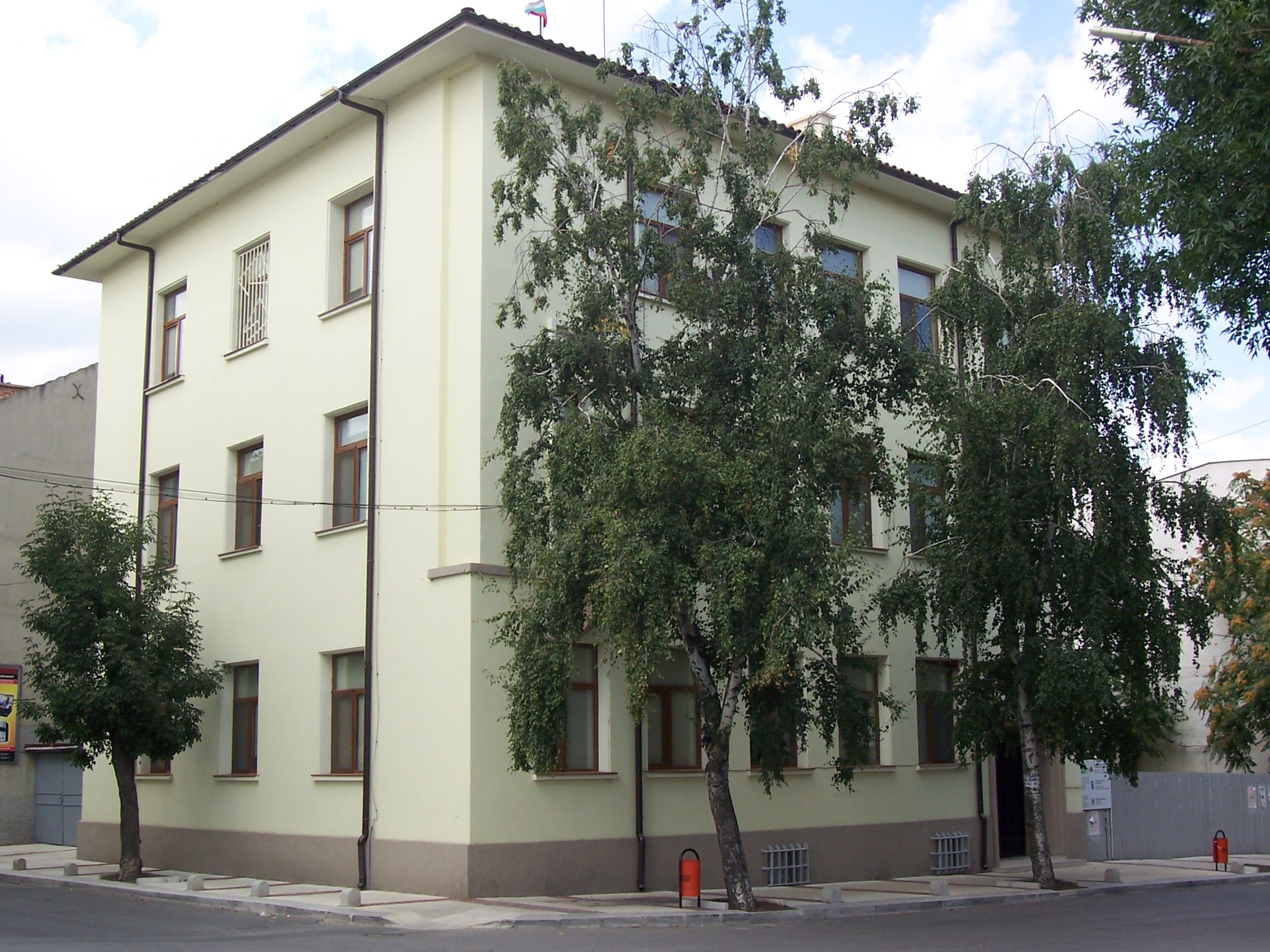
市役所

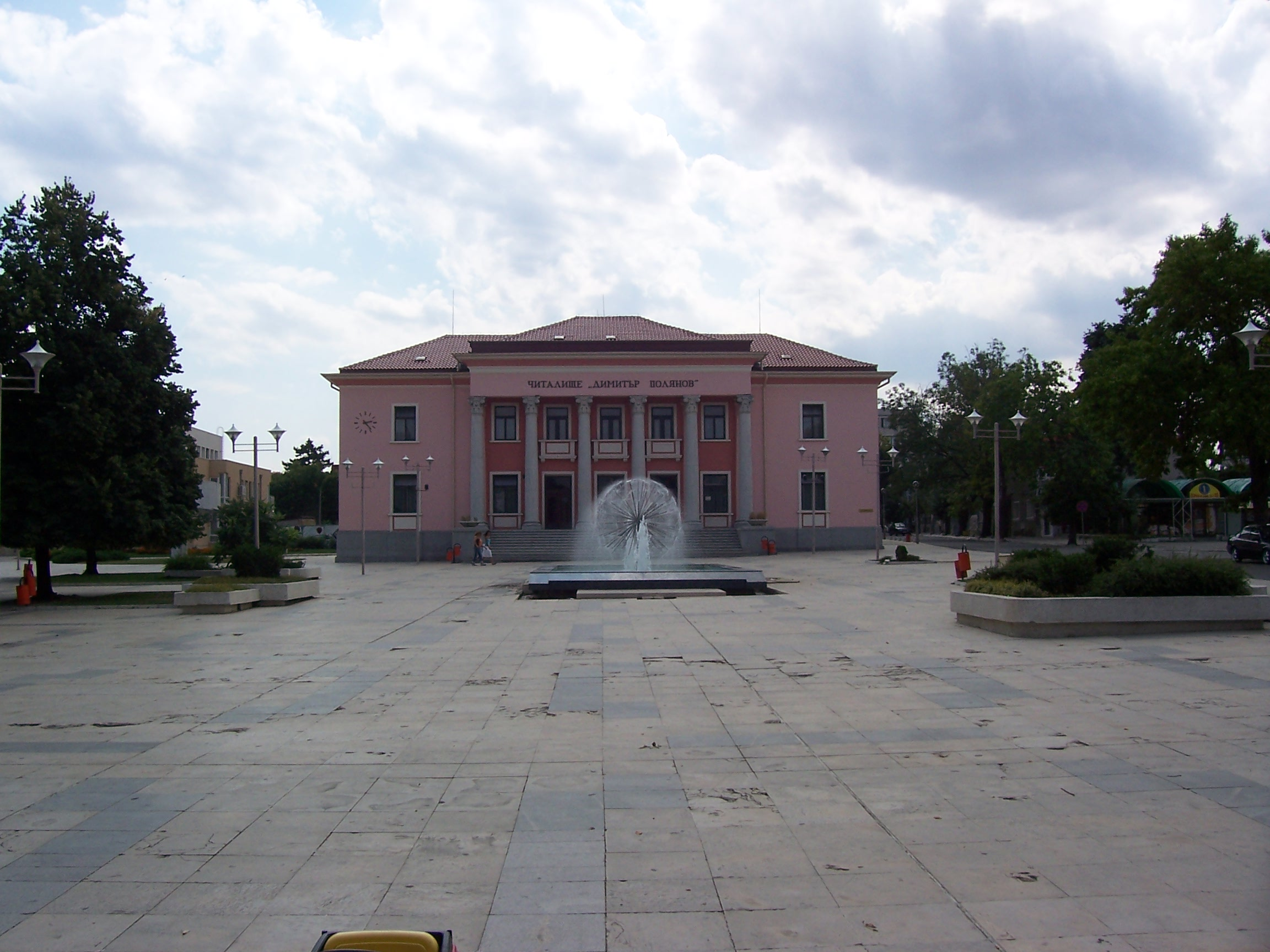
トレティ・マルト

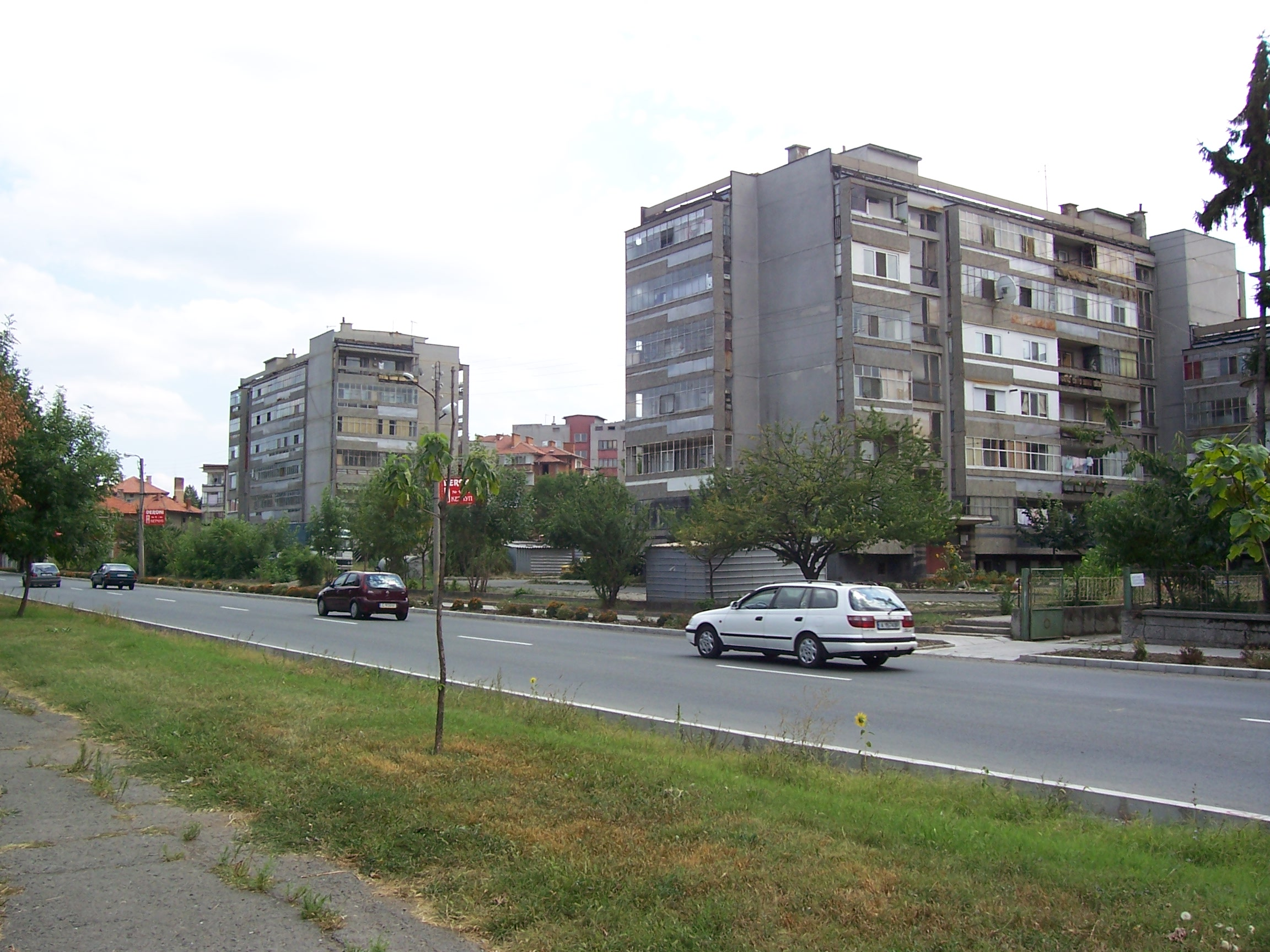
モスクワ通り

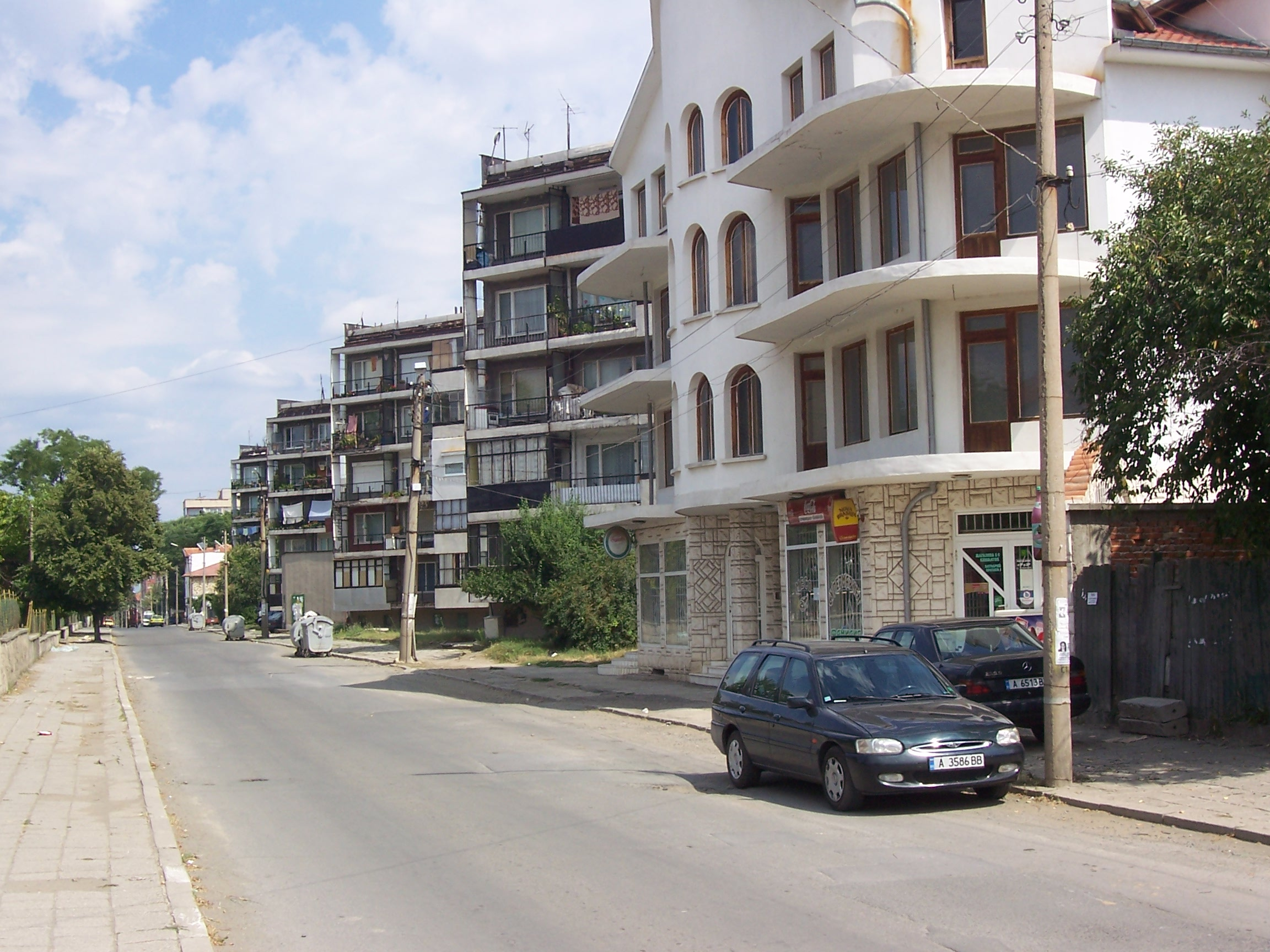
キリル・メトディイ通り

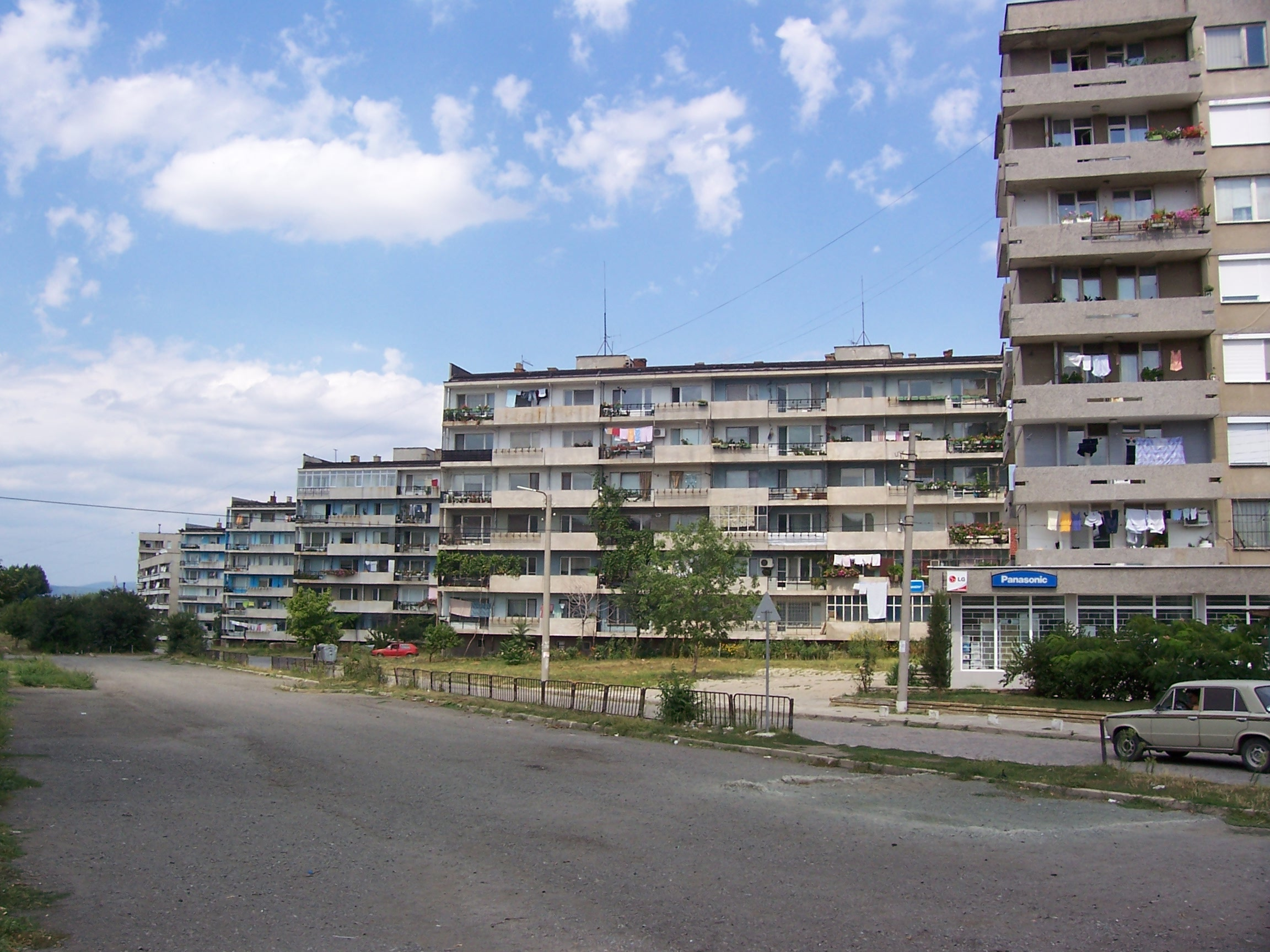
9月9日通り

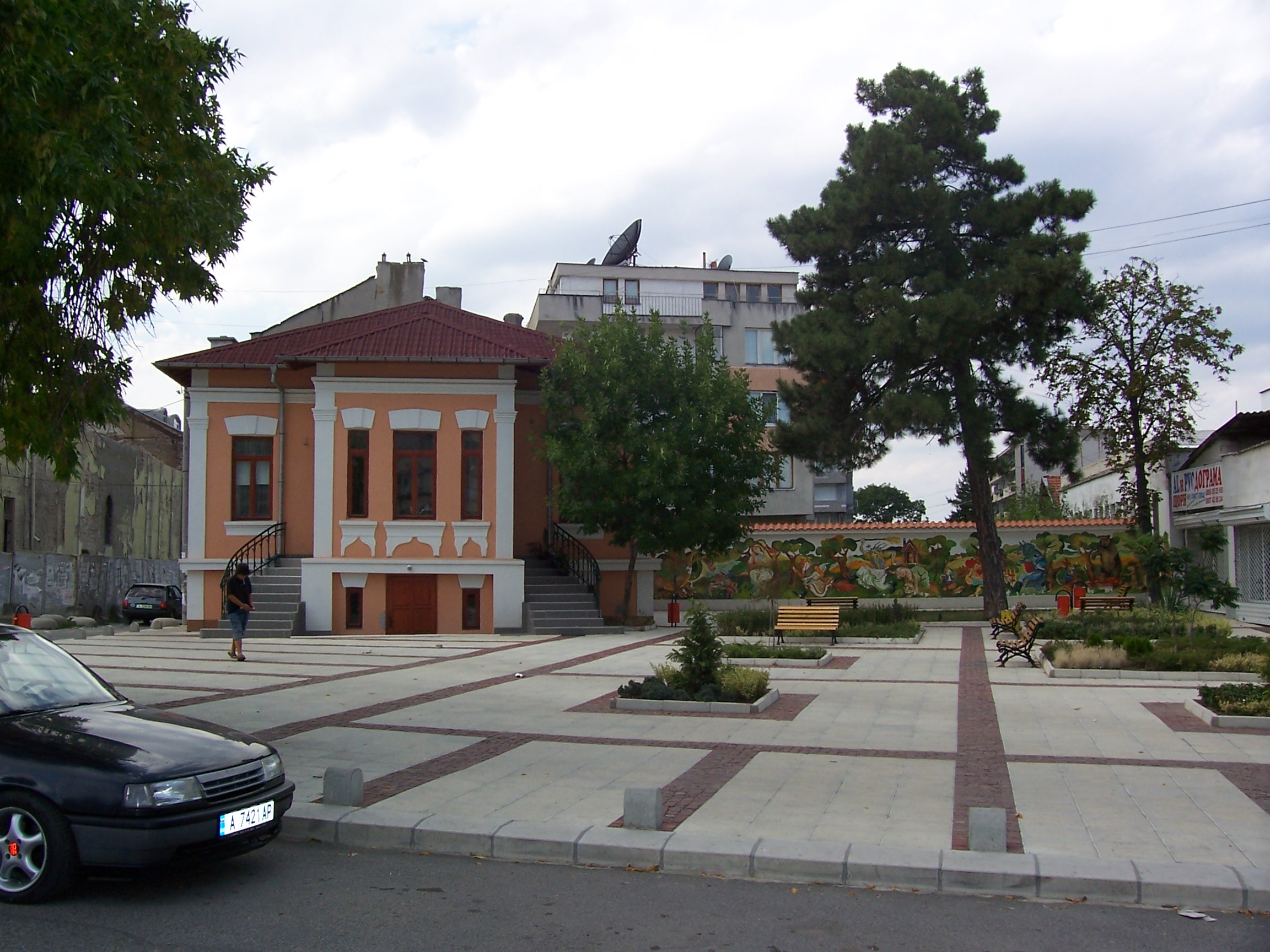
カルノバト

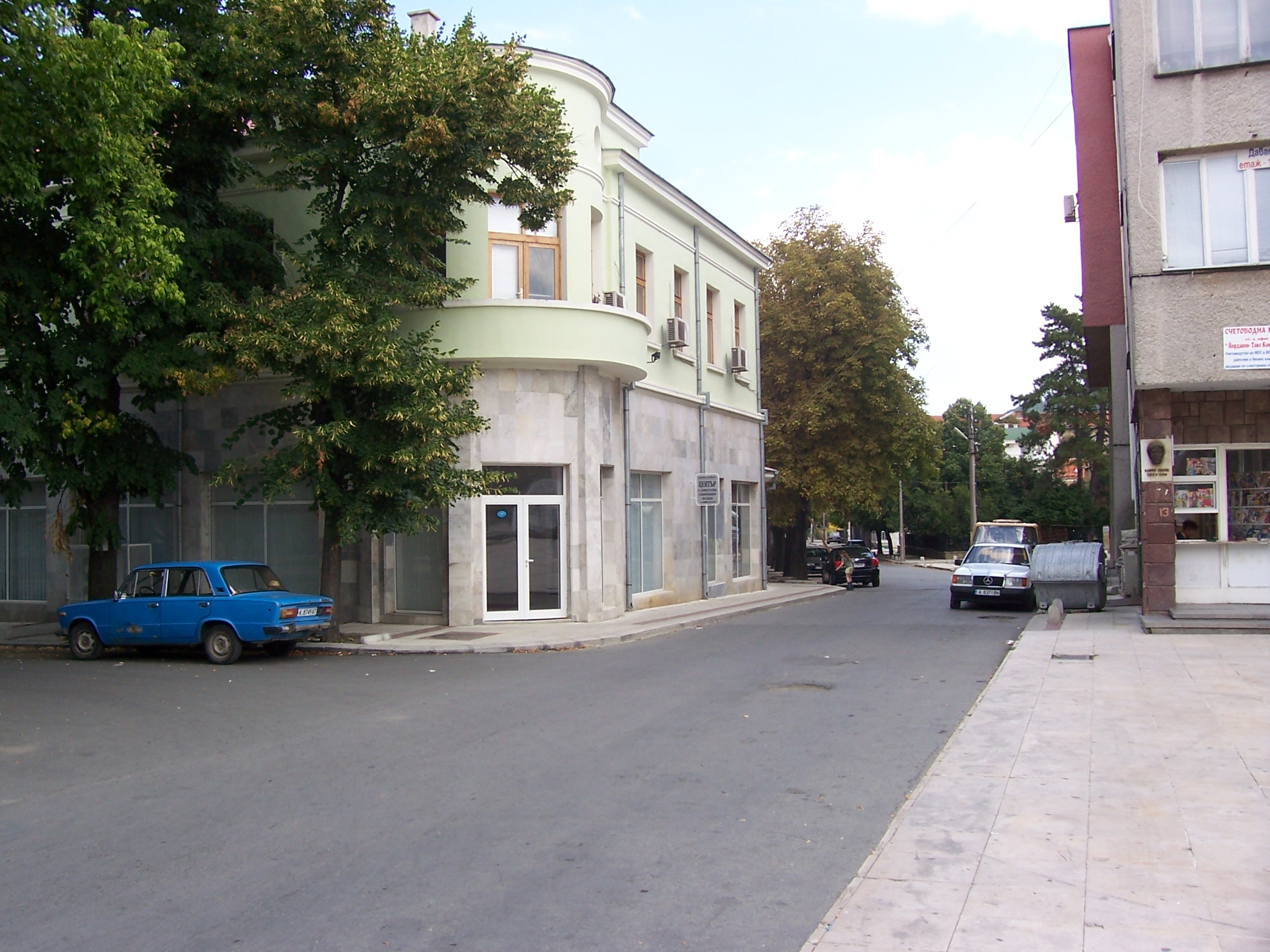
カルノバト

カルノバト（ブルガリア語: Карнобат、ラテン文字転写:Karnobat）はブルガリア南東部、ブルガス州に位置する町、およびそれを中心とする基礎自治体。

## 町村
カルノバト基礎自治体には、その中心であるカルノバトをはじめ、以下の町村（集落）が存在している。
- Аспарухово（Asparuhovo）
- Венец（Venets）
- Глумче（Glumche）
- Деветак（Devetak）
- Деветинци（Devetintsi）
- Детелина（Detelina）
- Добриново（Dobrinovo）
- Драганци（Dragantsi）
- Драгово（Dragovo）
- Екзарх Антимово（Ekzarh Antimovo）
- Железник（Zheleznik）
- Житосвят（Zhitosvyat）
- Зимен（Zimen）
- Искра（Iskra）
- Карнобат（Karnobat）
- Кликач（Klikach）

- Козаре（Kozare）
- Крумово градище（Krumovo gradishte）
- Крушово（Krushovo）
- Мъдрино（Madrino）
- Невестино（Nevestino）
- Огнен（Ognen）
- Раклица（Raklitsa）
- Сан-Стефано（San-Stefano）
- Сигмен（Sigmen）
- Смолник（Smolnik）
- Соколово（Sokolovo）
- Сърнево（Sarnevo）
- Хаджиите（Hadzhiite）
- Церковски（Tserkovski）
- Черково（Cherkovo）

## 地理
カルノバト自治体はブルガリアの南東部に位置している。バルカン山脈の南北を結ぶリシュキ峠（Ришки проход、Rishki prohod、405メートル）によってブルガリア北部と結ばれている。バルカン山脈のカルノバト＝アイトス山脈がカルノバト自治体の北部を横断している。そこから南にカルノバトの町までヒサル丘陵（Hisar）が続いている。カルノバト自治体の面積は806平方キロメートルであり、うち87.37%は農地、9.81%は森林、2.82%が人口居住地である。

## 歴史
カルノバト地区は、リシュキ峠およびヴルビシュキ峠（Върбишки проход、Varbishki prohod、en）の南の入り口に位置しており、新石器時代からの古い歴史を有している。村々や古墳の遺構からは、この地方の新石器時代から鉄器時代にかけての人々の豊かな定住生活の痕跡を見出すことが出来る。
カルノバトに関する記録のある最古の文献は1153年の地理書で、アラブ人の旅行家で学者のムハンマド・アル＝イドリースィー（أبو عبد الله محمد الإدريسي、Abū 'Abd Allāh Muhammad al-Idrīsī、ラテン語:Dreses）によるものである。歴史的資料によると、19世紀から近年にかけてカルノバトの町には定期市がたち、地域の政治的、経済的、商業的中心地であった。
カルノバトの町は、オスマン帝国の記録や旅行記にはさまざまに異なる名前で登場する。カルノヴァッサ（Karinovassa）、カリナバード（Karinabad）、カルノヴォ（Karnovo）などの名称を見出すことが出来る。
第一次ブルガリア帝国が成立した681年以降、カルノバトはその戦略的重要性のため、ブルガリアと東ローマ帝国の間での数多くの戦いの場となってきた。カルノバトの南7.5キロメートルのところに位置するマルケリ要塞（Markeli）は軍事的・政治的拠点であり、第一次ブルガリア帝国が興って以降、ずっと戦略的関心の対象であった。オスマン帝国時代には、カルノバトの町はシリストラ地区に編入され、重要な行政と交易の中心となった。1791年から1792年にかけて地域で盛んになったブルガリア民族復興の一環として、正教会の神品でブルガリア民族復興の英雄、後に聖人に列せられたヴラツァのソフロニイ（ブルガリア語:Софроний Врачански、Sofroniy Vrachanski、英語:ソフロニウス Sophronius of Vratsa）がカルノバト教区で奉神礼を行った。
復興期において、カルノバトは地域の文化・教育開発の中心となった。1838年には神学者イオアン教会（Църквата “Св. Йоан Богослов”、Tsarkvata "Sv. Ioan Bogoslov"）が建設された。ラズヴィティエ読書クラブ（Razvitie、現行名称は聖キリル・メトディイ読書クラブ）はブルガリア南東部で最も古い読書クラブのひとつで、1862年に成立し、1864年には非宗教学校が設立された。
町は19世紀の復興期における宗教的闘争において大きな役割を担っており、活動的なカルノバトの市民によってアンヒアロスの司教は町から締め出され、これによってギリシャの影響力の完全排除を図った。
露土戦争の間、この地域はオスマン帝国の残虐な非正規兵バシボズク（Bashi-bazouk）とチェルケス人（Circassians）の犠牲となった。
1878年1月24日のカルノバト解放は、大きな社会的・経済的変革の始まりとなった。町は地理的に拡大するとともに文化・教育の中心となった。

## 人口
1992年4月4日に発表された統計調査では、カルノバト自治体の人口は32,868人であった。1999年末のデータでは、31,444人となっている。1965年以降、人口は減少を続けている。これは主に人口の流出、そして自治体の中の幾らかの集落（デヴェトニツィ、コザレ、ドブリノヴォ、サンステファノ）での年齢別人口構成の変化による。この間の人口移動の多くは、カルノバトの町の中心部への移動などであった。

## 居住地域
カルノバト自治体には30の居住地が含まれている。その内訳はひとつの町カルノバトと、その他29の村からなり、人口は自治体全体で1999年現在31,444人であり、うち21,557人はカルノバトの町に住んでいる。その他の村ではエクザルフ・アンティモヴォのみが人口1000人を超える。人口が500人から1000人の間の村は、イスクラ、クルモヴォ、グラディシュテ、クリカチ、ネヴェスティノである。その他の村は人口が500人未満である。人口が100人に満たない村はコザレのみである。人口居住地は22.74平方キロメートルであり、自治体の面積806平方キロメートルの2.8&を占める。人口居住地の41.5%にあたる9.445平方キロメートルでは人が生活をしている。8.377平方キロメートルは耕作や自家産業に使用されている。平均の人口密度は1平方キロメートルあたり1400人であり、一人当たりに換算すると710平方メートルである。

## 博物館
ディミタル・ポリャノフ邸（Димитар Полянов、Dimitar Polyanov）は、保護され復興・補修されている自治体で唯一の家屋博物館である。博物館は1973年11月23日に公開され、カルノバトの町で生まれた作家のディミタル・ポリャノフの作品や手紙、文書、家族の所有品や生活必需品を保有している。この博物館と、その近辺に新しく建てられた同様の建物では、この地方の人々の生活風習や、出身作家に関する展示が予定されている。
町の歴史博物館は1921年に設立された考古学資料の収集である。設立者は探求家で地元の高校の校長であったアタナス・イグナティエフ・カライヴァノフ（Атанас Игнатиев Караиванов、Atanas Ignatiev Karaivanov）である。1953年以降、博物館は公有化され、「考古学」「民族誌学」「新しい歴史」の3つの部門に分けられた。1992年、新しく「自然」の部門が作られた。博物館は町の南の公園、動物園の隣にある。

## 文化
文化クラブ「ディミタル・ポリャノフ」は町の図書館と、カルノバト生まれの画家ベンチョ・オブレシュコフ（Бенчо Обрешков、Bencho Obreshkov）の名を冠した画廊を持っている。文化クラブ・ホールには310の席、その隣には460席ある映画ホールを有している。文化クラブには、およそ50人の歌手からなるアマチュアの合唱団があり、1992年には自治体の90周年を祝った。1993年には、文化クラブの民俗音楽・舞踊団が結成された。近年ではバラエティと風刺のクラブがその75周年を祝った。ホールでは毎年5月に恒例のフェスティバルが開催される。

### フェスティバル
- 国立トラキア民俗フェスティバル（5月）

- 国立オルタナティヴ映画フェスティバル（9月）

- カルノバト町フェスティバル（9月）

### 歴史的遺産
- 中世要塞マルケリ（Markely） - カルノバトの町から西に7.5キロメートルの丘の上、モチュリツァ川（Мочурица、Mochuritsa）の近くに位置している。1986年に始まった発掘調査では、6世紀の神殿、10世紀の聖堂、11世紀のビザンティン聖堂が見つかっている。この町は軍事的にみて重要な戦略拠点であったと共に、経済・商業活動の中心としてブルガリアとビザンティン帝国の間で重要な役割を果たしてきた。第一次ブルガリア帝国のハーンであったカルダム（Кардам / Kardam）はこの場所でビザンティンを相手に勝利を収めた。
- シナベイ・ハマム（Sinabey） - トルコ人による15世紀末期の公共浴場で、町の南部に位置する。これは、ブルガリア南部で完全な形で保存されている遺跡としては最古の部類に属するものである。
- 時計塔 - 公共浴場の近くにあり、1874年に民族復興の象徴として建設された。
- コステン教会 - カルノバトの町から北に20キロメートルのコステンの村にある。民族復興期の様式を保存し、興味深い神秘的な石のアートも有している。付近には、ブルガリア民族復興の英雄であるヴラツァの聖ソフロニイの胸像があり、ソフロニイが19世紀末に司教ストイコ・ヴラディスラヴォフ（Стойко Владиславов、Stoyko Vladislavov）としてカルノバト教区で活動したことを示している。
- 神学者イオアン教会（Църквата “Св. Йоан Богослов”、Tsarkvata "Sv. Ioan Bogoslov"） - 1878年の後にトリャヴナの職人ゲンチョ・カネフ（Gencho Kanev）によって設立された。教会は木彫りのイコノスタシスを有しており、これは南ブルガリアではパザルジクの生神女教会のイコノスタシスに次いで重要なものとなっている。
- モスク - 1821年に建てられた。
- ユダヤ人の墓地 - ユダヤ人の墓地は町の南1キロメートルのところにあり、豊かなブルガリアの造形芸術や、ユダヤ人集落に関する多くの文献を有している。

## 著名な出身者
- ディミタル・ポリャノフ（Димитар Полянов / Dimitar Polyanov; 1876年4月10日 - 1953年9月25日） - 詩人、作家、翻訳家、編集者、ブルガリア文学における重要人物の一人
- イヴァン・カラノフスキ（Иван Карановски / Ivan Karanovski; 1882年4月5日 - 1960年10月22日） - 文学評論家、作家、民族研究家。ブルガリア作家連合の創設時からの参加者
- ミンコ・ネヴォリン（Минко Неволин / Minko Nevolin; 1881年1月2日 - 1972年9月13日） - 詩人、作家。特にフィクションや短編小説、民族復興での反乱やイリンデン蜂起の記録で知られ、その後、ストランジャ住民の闘争の記録家となる。
- ベンチョ・オブレシュコフ（Бенчо Обрешков / Bencho Obreshkov; 1899年4月27日 - 1970年4月8日） - 世界的に知られる現代芸術家。芸術学校で学び、「最も名誉あるブルガリア人」賞にノミネートされる。
- ネンチョ・サヴォフ（Ненчо Савов / Nencho Savov; 1896年7月31日 - 1991年12月29日） - 詩人、作家、評論家。大人向けの詩や物語、ユーモアを書く。ミンコ・ネヴォリン（Минко Неволин / Minko Nevolin）は兄弟。
- ジェチコ・ポポフ（Жечко Попов / Zhechko Popov; 1933年6月20日 - 1996年9月8日） - 絵画、造形芸術、本のイラストやモデルで活動。民族復興、特にヴァシル・レフｓキの生涯とその活動に関するに研究も重要な業績のひとつ。

## 教育と学術

### 児童教育拠点
12の幼稚園、2の複合児童施設、2の全日の幼稚園がある。2つの高校、2つの専門高校、7つの小学校、3つの中学校、1つの学校間拠点があり、自治体全域でおよそ4200人の生徒がいる。およそ360人の教員、150人の職員がいる。
農林省直轄の機械化農業専門学校があり、中等教育において農業に従事するための専門教育を施している。衣服専門学校では衣服に関する専門教育を行っている。その他の普通高校には、言語に特化した教育や、4年間のマネジメントの教育がある。
人口動態の面からみると、児童数は減少傾向であり、学級数の減少、学校の廃校などの原因となっている。自治体は、使われなくなった施設の新しい利用法を必要としている。

### 科学施設
オオムギに関する科学研究施設があり、1925年に設立された。この施設は新しいブルガリアのオオムギとコムギの研究と開発に取り組んでいる。遺伝学や選択育成、環境学や農学の研究者がおり、転作や施肥、土壌改良の研究が行われている。
畜産に関連した、新しい研究施設が設置され、新しいカルノバト品種の羊が開発され、育成されている。